# فرودگاه سگینو
فرودگاه سگینو (به انگلیسی: Saginaw Airport) یک فرودگاه همگانی بهره‌برداری هوایی است که یک باند فرود آسفالت دارد و طول باند آن ۷۹۲ متر است. این فرودگاه در شهر فورت وورث کشور ایالات متحده آمریکا قرار دارد و در ارتفاع ۲۳۵ متری از سطح دریا واقع شده است.